# Quadratura di Gauss

Confronto tra la regola di quadratura di Gauss a 2 punti e la regola dei trapezi.
La linea blu è il polinomio, il cui integrale in è La regola del trapezio dà l'integrale della linea arancione tratteggiata, uguale a. La regola di quadratura di Gauss a 2 punti dà l'integrale della linea nera tratteggiata, uguale a. Tale risultato è esatto in quanto la regione verde ha la stessa area delle somma delle aree delle regioni rosse.

In analisi numerica, le formule gaussiane di quadratura sono formule di quadratura numerica di massimo grado di precisione, utilizzate per l'approssimazione di un integrale definito della forma {\displaystyle \int _{a}^{b}f(x)dx} conoscendo {\displaystyle n+1} valori della funzione {\displaystyle f} nell'intervallo {\displaystyle [a,b]}.

## Teorema
Dati {\displaystyle n+1} punti nodali {\displaystyle \{x_{0},x_{1},\ldots ,x_{n}\}} in un intervallo {\displaystyle [a,b]}, e una funzione {\displaystyle f(x)}, il grado di precisione di una formula interpolatoria di quadratura {\displaystyle \sum _{i=0}^{n}f(x_{i})w_{i}} è uguale a {\displaystyle 2n+1} se questi nodi sono gli zeri di un polinomio ortogonale {\displaystyle P_{n+1}(x)} in {\displaystyle [a,b]} rispetto ad una funzione peso {\displaystyle w(x)}.

## Dimostrazione
Per ipotesi si scelga una {\displaystyle f(x)\in \mathbb {P} _{n}}, spazio dei polinomi di grado {\displaystyle n}, la scelta della {\displaystyle f(x)} infatti non influenza la successione di valori {\displaystyle w_{i}}.
Vale allora che
{\displaystyle \int _{a}^{b}f(x)w(x)dx=\sum _{i=0}^{n}f(x_{i})w_{i}}
perché, essendo univocamente determinati i pesi {\displaystyle w_{i}}, la formula di quadratura deve essere di precisione almeno {\displaystyle n}. Si consideri il polinomio {\displaystyle B(x)}, un polinomio di grado {\displaystyle 2n+1}, tale che {\displaystyle B(x_{i})=f(x_{i})} per ogni {\displaystyle i,} e che {\displaystyle B(x)-f(x)=P_{n+1}(x)g_{n}(x)}, dove {\displaystyle P_{n+1}} è un polinomio ortogonale di grado {\displaystyle n+1} avente gli {\displaystyle n+1} zeri nei punti nodali.
È quindi possibile scrivere 
{\displaystyle \int _{a}^{b}w(x)[B(x)-f(x)]dx=\int _{a}^{b}w(x)[P_{n+1}(x)g_{n}(x)]dx,}
ma il secondo membro dell'uguaglianza vale 0 essendo {\displaystyle P_{n+1}(x)} polinomio ortogonale. Ne consegue che 
{\displaystyle \int _{a}^{b}w(x)B(x)dx=\int _{a}^{b}w(x)f(x)dx=\sum _{i=0}^{n}f(x_{i})w_{i}=\sum _{i=0}^{n}B(x_{i})w_{i},}
da cui risulta che, considerando il primo e l'ultimo membro della serie di uguaglianze, i pesi {\displaystyle \{w_{0},w_{1},\ldots ,w_{n}\}} sono i coefficienti di una formula di quadratura numerica di grado {\displaystyle 2n+1}.

## Calcolo dei pesi
Dalla definizione di formula interpolatoria di quadratura numerica si ha che il generico peso di interpolazione {\displaystyle w_{i}} è costruito come
{\displaystyle \int _{a}^{b}l_{i}(x)dx}
o generalmente
{\displaystyle \int _{a}^{b}l_{i}(x)w(x)dx}
dove {\displaystyle l_{i}(x)} è il coefficiente del polinomio di Lagrange di indice {\displaystyle i}. Si ha che {\displaystyle l_{i}(x)} può anche essere espresso come
{\displaystyle h(x) \over (x-x_{i})h'(x_{i}).}
Se si intende con {\displaystyle h(x)} la funzione così definita:
{\displaystyle (x-x_{0})(x-x_{1})\ldots (x-x_{n}).}
Il polinomio ortogonale ha {\displaystyle n+1} zeri, quindi
{\displaystyle P_{n+1}(x_{i})=a_{n+1}h(x),}
dunque
{\displaystyle l_{i}(x)={P_{n+1}(x) \over (x-x_{i})P'_{n+1}(x_{i})}.}
Pertanto il generico peso {\displaystyle w_{i}} è calcolabile come
{\displaystyle {1 \over P'_{n+1}(x_{i})}\int _{a}^{b}{P_{n+1}(x)w(x)dx \over (x-x_{i})}.}